# Łychów (gromada)
Łychów – dawna gromada, czyli najmniejsza jednostka podziału terytorialnego Polskiej Rzeczypospolitej Ludowej w latach 1954–1972.
Gromady, z gromadzkimi radami narodowymi (GRN) jako organami władzy najniższego stopnia na wsi, funkcjonowały od reformy reorganizującej administrację wiejską przeprowadzonej jesienią 1954 do momentu ich zniesienia z dniem 1 stycznia 1973, tym samym wypierając organizację gminną w latach 1954–1972.
Gromadę Łychów z siedzibą GRN w Łychowie utworzono – jako jedną z 8759 gromad – w powiecie grójeckim w woj. warszawskim, na mocy uchwały nr VI/10/5/54 WRN w Warszawie z dnia 5 października 1954. W skład jednostki weszły obszary dotychczasowych gromad Alfonsowo, Justynówka, Koziegłowy, Leźne, Łychów, Łychowska Wola, Michałówka, Orzechowo, Przydróżek, Szymanów, Trzcianka, Wierzchowizna i Zbrosza Duża ze zniesionej gminy Jasieniec oraz obszar dotychczasowej gromady Dobra Wola ze zniesionej gminy Lechanice w tymże powiecie. Dla gromady ustalono 13 członków gromadzkiej rady narodowej.
31 grudnia 1959 do gromady Łychów przyłączono wsie Edwardów, Ignaców, Osiny i Tworki ze znoszonej gromady Boglewice w tymże powiecie.
Gromadę zniesiono 1 stycznia 1969, a jej obszar włączono do gromady Jasieniec w tymże powiecie.